# Jury, Moselle
Jury là một xã trong vùng Grand Est, thuộc tỉnh Moselle, quận Metz-Campagne, tổng Verny. Tọa độ địa lý của xã là 49° 04' vĩ độ bắc, 06° 15' kinh độ đông. Jury nằm trên độ cao trung bình là 200 mét trên mực nước biển, có điểm thấp nhất là 191 mét và điểm cao nhất là 245 mét. Xã có diện tích 3,17 km², dân số vào thời điểm 2005 là 1196 người; mật độ dân số là 373,7 người/km². Jury nằm về phía đông nam của Metz.

## Thông tin nhân khẩu
| 1962 | 1968 | 1975 | 1982 | 1990 | 1999 |
| ---- | ---- | ---- | ---- | ---- | ---- |
| 127  | 145  | 692  | 807  | 792  | 978  |